# Melanoma-bearing Libechov Minipig
Melanoma-bearing Libechov Minipigs (MeLiM) je zvířecí model se spontánním vznikem kožního melanomu. Tento prasečí model byl vyšlechtěn v Ústavu živočišné fyziologie a genetiky AV ČR v Liběchově.

## Charakterizace MeLiM modelu
MeLiM prase je miniaturního vzrůstu - průměrná živá váha při pohlavní dospělosti (cca 4 měsíce) je 8 až 10 kg, a zvyšuje se na 35 až 45 kg do roka života prasete. Mezi prasaty je velká barevná variabilita od bílých s černými fleky nebo rezavo-červenými fleky až po úplně černé. Nádorové onemocnění je pozorováno pouze u černě zbarvených prasat.
Kožní melanom se u černě zbarvených MeLiM prasat vyskytuje dědičně a není vázán na pohlaví. K výskytu nádoru dochází ihned po narození nebo do několika týdnů od tohoto data. Dochází k mnohačetnému výskytu melanomů a névů po celém těle (hlava a krk, trup, končetiny). U MeLiM prasat s primárními kožními nádory byly zaznamenány rozsáhlé metastázy v regionálních lymfatických uzlinách, na játrech, plicích a slezině. Ojedinělé metastázy jsou pozorovány na ledvinách, tenkém a tlustém střevu a na žaludku. U MeLiM prasat je často pozorována anémie a úbytek váhy v průběhu progrese onemocnění.

### Spontánní regrese
MeLiM model je také zajímavý tím, že u některých MeLiM prasat dochází k částečné spontánní regresi kožního melanomu. Tento proces je charakteristický tím, že dochází k postupnému zplošťování a zmenšování některých nádoru a může dojít až k jejich úplnému odhojení. Místo po nádoru zůstává bílé (označováno jako vitiligo) stejně tak jako štětiny v okolí. Proces spontánní regrese je u MeLiM modelu velice studován a považován za jeden z možných léčebných cílů pro terapeutické účely v humánní medicíně.

## Vznik MeLiM modelu
MeLiM model vznikl křížením několika plemen prasat. Mezi hlavní křížená plemena prasat patřilo Goettingenské miniaturní prase (importováno z Německa), Minnesotské miniaturní prase (importováno z USA) a Vietnamské prase (importováno z německé zoologické zahrady). Tato čtyři hlavní plamena byla křížena mezi sebou a společně s několika dalšími mastnými plemeny dala vzniknout MeLiM praseti.

## Výhody MeLiM modelu
Nespornou výhodou tohoto zvířecího modelu, oproti ostatním modelům s kožním melanomem, je podobnost prasečí a lidské kůže. Dále také spontánnost vzniku onemocnění bez vnějších zásahů a jakékoliv indukce nádorového onemocnění. Výskyt unikátního procesu spontánní regrese. A v neposlední řadě i velikost modelu.